# Mano (Landas)
 Mano  (en occitano Manòr) es una población y comuna francesa, situada en la región de Aquitania, departamento de Landas, en el distrito de Mont-de-Marsan y cantón de Pissos.

## Demografía
| 108 | 75 | 94 | 92 | 103 | 93 |
| Para los censos de 1962 a 1999 la población legal corresponde a la población sin duplicidades (Fuente: INSEE [Consultar]) |    |    |    |     |    |